# کنتا واتانابه
کنتا واتانابه (ژاپنی: 渡辺 健太؛ زادهٔ ۲۸ آوریل ۱۹۹۸) یک بازیکن فوتبال اهل ژاپن است.
از باشگاه‌هایی که در آن بازی کرده‌است می‌توان به باشگاه فوتبال ماچیدا زلویا، باشگاه فوتبال فوکوشیما یونایتد و باشگاه فوتبال کاماتامار سان‌اوکی اشاره کرد.